# Блоссом (Техас)
Блоссом (англ. Blossom) — місто (англ. city) в США, в окрузі Ламар штату Техас. Населення — 1402 особи (2020).

## Географія
Блоссом розташований за координатами 33°39′48″ пн. ш. 95°23′1″ зх. д. / 33.66333° пн. ш. 95.38361° зх. д. (33.663272, -95.383725).  За даними Бюро перепису населення США в 2010 році місто мало площу 6,61 км², з яких 6,50 км² — суходіл та 0,11 км² — водойми.

## Демографія
Згідно з переписом 2010 року, у місті мешкали 1494 особи в 570 домогосподарствах у складі 414 родин. Густота населення становила 226 осіб/км².  Було 623 помешкання (94/км²).
Расовий склад населення:
| - 92,8 % — білих - 2,3 % — чорних або афроамериканців - 0,8 % — корінних американців - 0,1 % — вихідців з тихоокеанських островів - 2,8 % — осіб інших рас |

До двох чи більше рас належало 1,1 %. Частка іспаномовних становила 5,0 % від усіх жителів.
За віковим діапазоном населення розподілялося таким чином: 26,2 % — особи молодші 18 років, 60,3 % — особи у віці 18—64 років, 13,5 % — особи у віці 65 років та старші. Медіана віку мешканця становила 36,6 року. На 100 осіб жіночої статі у місті припадало 95,0 чоловіків;  на 100 жінок у віці від 18 років та старших — 94,5 чоловіків також старших 18 років.
Середній дохід на одне домашнє господарство  становив 55 708 доларів США (медіана — 42 390), а середній дохід на одну сім'ю — 63 400 доларів (медіана — 55 893). Медіана доходів становила 44 609 доларів для чоловіків та 29 489 доларів для жінок. За межею бідності перебувало 12,6 % осіб, у тому числі 14,9 % дітей у віці до 18 років та 8,0 % осіб у віці 65 років та старших.
Цивільне працевлаштоване населення становило 569 осіб. Основні галузі зайнятості: освіта, охорона здоров'я та соціальна допомога — 27,1 %, роздрібна торгівля — 12,5 %, виробництво — 11,4 %.